# ألان مورينو
ألان مورينو (بالإسبانية: Alan Moreno)‏ هو لاعب كرة قدم تشيلي في مركز الوسط، ولد في 30 أكتوبر 1995 في إيكويكو في تشيلي. لعب مع ديبورتيس إيكيكي.